# Еліот Матазо
Еліот Матазо (фр. Eliot Matazo, нар. 15 лютого 2002, Волюве-Сен-Ламбер) — бельгійський футболіст, півзахисник англійського клубу «Галл Сіті». Грав за молодіжну збірну Бельгії.

## Клубна кар'єра
Народився 15 лютого 2002 року в місті Волюве-Сен-Ламбер. Починав займатися футболом в академії «Андерлехта», звідки 2018 року перебрався до структури «Монако».
З 2019 року почав грати за другу команду «Монако» в Аматорському чемпіонаті, а із сезону 2020/21 залучається до лав головної команди «монегасків».
24 січня 2025 року підписав контракт на три з половиною роки з клубом «Галл Сіті».

## Виступи за збірні
2018 року дебютував у складі юнацької збірної Бельгії (U-16), загалом на юнацькому рівні взяв участь у 14 іграх.

## Статистика виступів

### Статистика клубних виступів
Станом на 9 серпня 2021
| Сезон             | Команда           | Чемпіонат         | Чемпіонат | Чемпіонат | Національний кубок | Національний кубок | Національний кубок | Континентальні кубки | Континентальні кубки | Континентальні кубки | Інші змагання | Інші змагання | Інші змагання | Усього | Усього | Усього |
| Сезон             | Команда           | Ліга              | Ігор      | Голів     | Ліга               | Ігор               | Голів              | Ліга                 | Ігор                 | Голів                | Ліга          | Ігор          | Голів         | Ігор   | Голів  |        |
| ----------------- | ----------------- | ----------------- | --------- | --------- | ------------------ | ------------------ | ------------------ | -------------------- | -------------------- | -------------------- | ------------- | ------------- | ------------- | ------ | ------ | ------ |
| 2019–20           | «Монако-2»        | АЧФ               | 14        | 0         |                    | -                  | -                  |                      | -                    | -                    |               | -             | -             | 14     | 0      |        |
| 2020–21           | «Монако»          | Л1                | 10        | 1         | КФ                 | 3                  | 0                  |                      | -                    | -                    |               | -             | -             | 13     | 1      |        |
| Усього за кар'єру | Усього за кар'єру | Усього за кар'єру | 24        | 1         |                    | 3                  | 0                  |                      | -                    | -                    |               | -             | -             | 27     | 1      |        |